# خوليو جولييان
خوليو جولييان (بالإسبانية: Julio Julián)‏ هو مغني أوبرا مكسيكي، ولد في 15 أغسطس 1935.